# Fort de Baltit
Le Fort de Baltit est un ancien fort de la vallée de la Hunza dans le territoire du Gilgit-Baltistan, au nord du Pakistan. Fondé au Ier siècle, il est depuis 2004 sur la liste indicative du patrimoine mondial de l'UNESCO.
Autrefois, la survie du régime féodal du Hunza était assurée par ce fort qui domine Karimabad. Les fondations du fort remontent à 700 ans auparavant, avec quelques reconstructions et altérations au fil des siècles. Au XVIe siècle, le prince local s'est marié à une princesse du Baltistan qui a amené avec elle des maîtres-artisans baltis pour rénover le bâtiment (comme convenu pour sa dot). Le style architectural montre clairement l'influence du Tibet bouddhiste au Baltistan à cette époque.

Les Mirs de Hunza (en) abandonnent le fort en 1945 et s'installent dans un nouveau palais en bas de la colline. Le fort a commencé à se dégrader, ce qui a fait craindre qu'il ne tombe en ruine. À la suite d'une étude de la Royal Geographical Society de Londres, un programme de restauration a été lancé et soutenu par l'Aga Khan Trust for Culture (en) pour son programme de soutien des cités historiques. Le programme s'est terminé en 1996 et le fort est désormais un musée dirigé par le Baltit Heritage Trust.

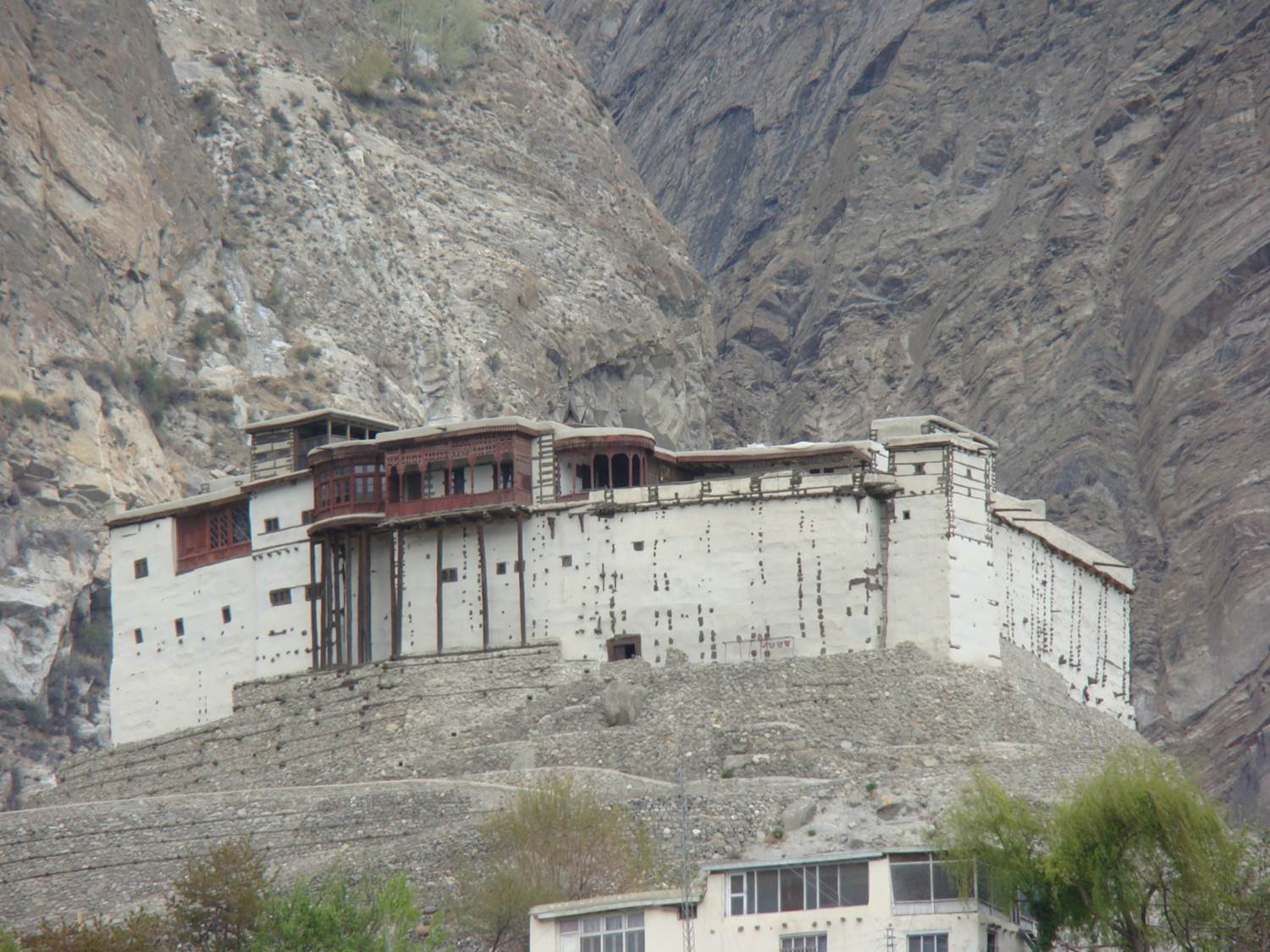
Façade ouest
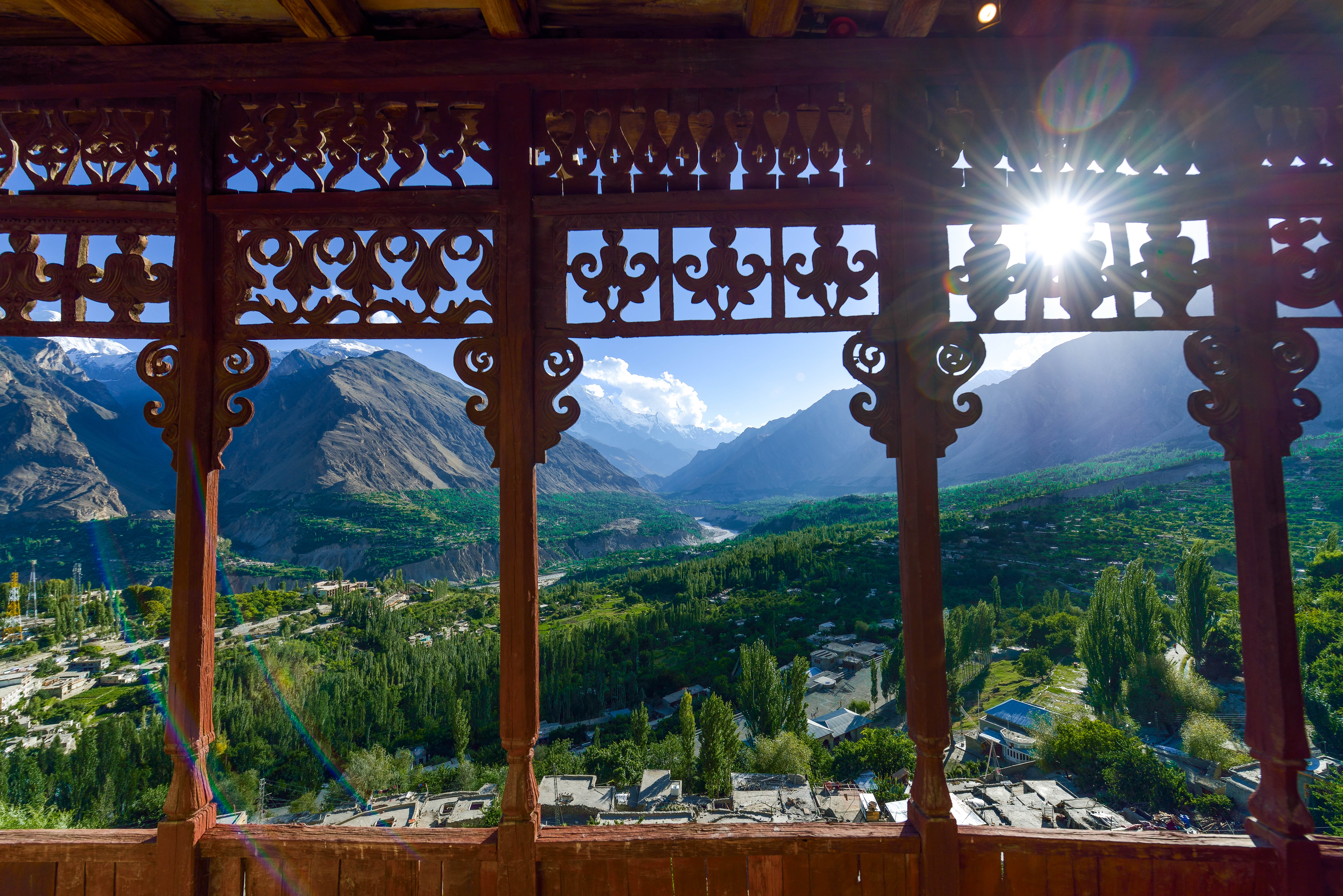
Vue sur la vallée depuis le balcon de la salle du trône.